# La Répétition ou l'Amour puni
 (mai 2024).
Si vous disposez d'ouvrages ou d'articles de référence ou si vous connaissez des sites web de qualité traitant du thème abordé ici, merci de compléter l'article en donnant les références utiles à sa vérifiabilité et en les liant à la section « Notes et références ».
La Répétition ou l'Amour puni est une pièce de théâtre en cinq actes de Jean Anouilh, représentée pour la première fois sur la scène du Théâtre Marigny, le 25 octobre 1950.
Elle fait partie des Pièces brillantes avec L'Invitation au château (1947), Cécile ou l'École des pères (1949) et Colombe (1951).
Le texte de la pièce est publié initialement aux éditions de la Table Ronde (Pièces brillantes).
Créée à Paris au Théâtre de Marigny le 25 octobre 1950, elle est publiée à Paris la même année. La Répétition fait partie des « pièces brillantes » où se rangent des œuvres plus tardives d’Anouilh et qui ont en commun que le théâtre dans le théâtre y est représenté. « La Répétition ou l'Amour puni est une des grandes pièces d'Anouilh. L'auteur se livre dans cette œuvre à un des exercices les plus intéressants de l'histoire du théâtre. Celui d'animer des personnages qui vont animer eux-mêmes d'autres personnages en jouant une pièce dans la pièce. »

Anouilh combine dans ses pièces brillantes des éléments tragiques, réalistes mais aussi des éléments fantastiques. En outre, l’action se déroule la plupart du temps dans un environnement aristocratique. 

## Personnages
- Le comte Tigre
- La comtesse Éliane
- Lucile
- Hortensia maîtresse de Tigre
- Villebosse amant d’Éliane
- M. Damiens parrain de Lucile et homme d’affaires de la Comtesse
- Héro ami de Tigre
- Evangeline

## Contenu
Le comte, prénommé Tigre, est connu dans tout Paris — le Paris de la haute société — pour donner les fêtes les plus brillantes et les plus originales. Celle qu'il va donner au château Ferbroques, maison dont il a hérité avec sa femme d’une vieille tante capricieuse à la condition d'y loger douze orphelins, inclut comme clou la représentation de La Double Inconstance de Marivaux lors du dîner. Il a choisi cette pièce car le château est construit en style Louis XV régence et que Marivaux a vécu au XVIIIe siècle. Mais il y a aussi d’autres choses qui font revivre le temps de Marivaux. Le comte et la comtesse vivent un mariage de raison, comme c’était autrefois souvent le cas pour des aristocrates. L’accord les autorise à commettre des infidélités et rend possible que leurs amants vivent aussi dans le château et qu’ils participent entre autres à la pièce.
En outre, les invités porteront des costumes Louis XV à la fête.
Les acteurs, qui sont tous des amateurs, sont venus au château quelques jours plus tôt pour répéter. Le Comte endosse le rôle du Prince, Hortensia, sa maîtresse, celui de Flaminia, la Comtesse celui de Lisette, un jeune noble stupide (Villebosse) celui d’Arlequin. Sylvia, une jeune fille du peuple au cœur pur, sera tenue par Lucile, jeune et jolie filleule de M. Damiens, qui est l’homme d’affaires de la comtesse, et qui s’occupe des orphelins (acte I). Tigre n’a pas choisi les rôles d’après leurs aptitudes à savoir jouer, mais d’après les traits caractéristiques des personnages. C'est-à-dire que tous jouent à peu près eux-mêmes (Tigre à Lucile : « Mais je n’ai pas besoin de vous expliquer le rôle, Mademoiselle ; vous n’avez qu’à être vous. » )
Pendant les quelques jours de répétition les personnages se prennent au jeu. Le Comte le fait pour son propre compte pour séduire Lucile - d’abord pour une petite aventure, mais ensuite il l’aime vraiment, ce qui est un affront dans ce petit monde de l’impassibilité (acte II). L’épouse jalouse et la maîtresse s’unissent assez tôt pour chasser Lucile dont s’éprend le Comte. Pour se débarrasser d’elle, la comtesse feint d’avoir perdu une émeraude et veut diriger les soupçons sur elle, mais le Comte déjoue ce plan (acte III). Entre-temps, Lucile et Tigre se sont avoué leurs sentiments. Après l’échec de l’intrigue de l'émeraude, Eliane s’allie avec Héro contre Tigre. Héro, vieil ami du Comte, ne lui pardonne pas d'avoir dû renoncer un jour à Évangéline, jeune fille pure qu’il a aimée profondément (et dont la mort à la suite d'un mariage malheureux l'a poussé vers l'alcool). Il veut se venger et rend visite à Lucile, qui vit seule dans cette partie du château, la nuit où Le Comte n’est pas à Ferbroques. L’alcool, le mensonge et l’ignominie aident Héro à séduire Lucile et à la dégoûter du Comte (acte IV). Le lendemain matin, Lucile est partie. Tigre essaie encore de la suivre, mais elle a dû quitter la maison tôt le matin. La fête sera cependant donnée. La comtesse à son tour s’est déjà occupée de remplacer Lucile par une vieille amante de Tigre. Elle pense qu’il va être triste un mois ou deux, mais que tout s’arrangera comme avant. Héro provoque Villebosse dans le but de se battre en duel et de se faire tuer (acte V).

## La structure et la conception
Le premier acte présente une exposition qui est nécessaire en vue de deux choses. Premièrement, les relations entre les personnages principaux sont expliquées et l’intention du Comte s’annonce. En outre, le premier acte donne l’impression que la pièce qui sera répétée s’allie à la pièce-cadre. Déjà la didascalie (« Entrent la comtesse et M. Damiens, costumes Louis XV. ») montre que la pièce de Marivaux est énormément importante. Les costumes n’appartiennent pas à la pièce d’Anouilh, mais autant que le langage utilisé au premier acte, à celle du XVIIIe siècle. Au début, le spectateur est confus. Est-ce que la pièce se déroule au XVIIIe ou au XXe siècle ? Il s’en rend compte dès qu’il est question d’une répétition. En outre, des détails anachroniques, mentionnés parfois, sont des indices qu’il s’agit du XXe siècle.
La répétition, qui est déjà mentionnée dans le titre de la pièce, a lieu dans le deuxième acte. Là, La Double Inconstance est citée dans quelques passages. Le spectateur a du mal à distinguer les deux niveaux du jeu car ils sont intimement liés. Les caractères autant que les intrigues s’apparentent l’un à l’autre. Les deux filles, Lucile et Sylvia, au cœur pur, se retrouvent dans un monde immoral mais galant. Quand Sylvia décrit l’environnement courtois, ce pourrait également être Lucile qui décrit Ferbroques : « C’est quelque chose d’épouvantable que ce pays-ci ! Je n’ai jamais vu de femmes si civiles, d’hommes si honnêtes. Ils ont des manières si douces, tant de révérences, tant de compliments, tant de signes d’amitié. Vous diriez que ce sont les meilleures gens du monde, qu’ils sont pleins de cœur et de conscience. Quelle erreur ! »
Ce qui distingue les deux textes sont souvent seulement les guillemets - qui échappent bien sûr au spectateur !
La découverte de l’amour de Sylvia et de Tigre n’est possible qu'en jouant. La froideur et l’impassibilité sont les coutumes courantes au château. Tigre éprouve du mépris pour les sentiments. « Il y a des choses mille fois plus importantes au monde que ce désordre inattendu. » Villebosse, qui aime la Comtesse, est ridiculisé en disant qu’il souffre à cause d’elle. Ce n’est que là que le comte et Lucile peuvent donner libre cours à leurs sentiments, par-delà les barrières sociales, qui les séparent dans la pièce-cadre.
Au début, le Comte essaie de conformer le Prince d’après son image. Mais ensuite la comédie de Marivaux devient un miroir de sa propre réalité. La façon de Lucile de définir l’amour se heurte aux tentatives d’approche de Tigre au deuxième acte. Au commencement, elle résiste - mais Tigre saute à la scène où Sylvia (Lucile) déclare son changement d’avis (qu’elle va aimer le prince et renoncer à Arlequin). Tigre répète exactement les scènes qui reflètent ses sentiments au mieux et où Lucile dit les mots qu'il veut entendre de sa bouche. Il attend que le jeu se calque sur la réalité. Mais au lieu de former Lucile, c’est le Comte qui éprouve alors un changement. Lucile tombe amoureuse de lui et elle est prête à se donner à lui, mais lui, qui a déclaré au premier acte que l’amour n’est rien pour lui/sa classe sociale, succombe à sa propre intention/intrigue. Ils passent alors de la répétition à la réalité. La pièce intérieure n’est donc pas établie comme une unité fixe; elle se développe lors de la mise en action.
L'apogée du mélange de niveaux se présente à la fin du deuxième acte. Tigre, qui a jusque-là seulement donné des instructions concernant la pièce de Marivaux, se transforme même en régisseur de la pièce d’Anouilh ! Tigre : « Pour le moment nous faisons une chose encore plus importante au théâtre [que la répétition] : nous saluons ! » La didascalie (Ils saluent tous) montre qu’il ne s’agit plus de la pièce intérieure. Nous ne sommes plus confrontés à Tigre et au Prince, mais à Tigre et l’acteur, qui le joue.
Le troisième acte achève déjà la véritable répétition des dialogues. Dès qu’il est clair que Tigre aime Lucile, la pièce intérieure n’est plus importante pour aggraver l’intrigue. La pièce-cadre continue avec une véritable intrigue qui trouve son apogée à elle au quatrième acte. Lucile y renonce à l’amour. Le cinquième acte a seulement la fonction d’achever la pièce-cadre pour ce moment. Une nouvelle actrice pour le rôle de Sylvia est déjà en route pour Ferbroques…
Les deux pièces n’ont presque rien en commun - seuls les traits caractéristiques des personnages se ressemblent. Le dénouement heureux de La Double Inconstance n’est pas atteint dans La Répétition.
Éléments particuliers dans la pièce d’Anouilh concernant le théâtre dans le théâtre
Anouilh a adopté le style de Marivaux (qui était redécouvert au XXe siècle) et de son temps pour profiter de tous les registres théâtraux. La pièce d’Anouilh est un jeu entre vérité et feinte, qui se sert de plusieurs éléments dramatiques, qui seront expliqués ci-dessous.

## Le jeu de rôles et de masques
En masquant, un personnage prend souvent la fuite pour qu’il puisse oublier la réalité ou pour se cacher (ou ses sentiments) devant les autres. En outre, il est difficile de distinguer la réalité de l’illusion. Le costume est important : imitant Marivaux et le siècle, il campe (décrit) le personnage, le précède en quelque sorte et dessine les traits principaux mieux que les mots. Les personnages sont pressés dans leur rôle. Les costumes du XVIIIe siècle combinés avec la langue moderne donnent à la Répétition un caractère théâtral.
Les personnages découvrent en même temps la comédie de la vie. Quand la contrainte (Zwang) de porter des perruques est relevée, la pièce intérieure s’approche à la réalité de la pièce-cadre.
Pour La Répétition ou l’Amour puni Anouilh choisit l’environnement aristocrate et le motif d’amour irréalisable pour mener son enquête centrée sur la théâtralité. Le Comte, prénommé Tigre, est connu dans tout Paris, le Paris de la haute société, pour donner les fêtes les plus brillantes et les plus originales. Celle qu'il va donner dans son château Ferbroques, maison - accompagnée de douze orphelins - dont il a hérité avec sa femme d’une vieille tante capricieuse, inclut comme clou la représentation de La Double Inconstance de Marivaux lors du dîner. Tigre étant le régisseur choisit seulement des acteurs amateurs pour la représentation de la pièce. En plus des amis de la maison, Lucile, l’institutrice des orphelins, endosse un rôle. Tigre la choisit pour le premier rôle pour être proche d’elle et pour la convaincre de s’engager dans une relation avec lui. Il ne distribue pas le rôle d’après des facultés des personnages, mais il essaie d’influencer la réalité à l’aide du jeu. C’est lui qui tire les ficelles, qui donne les contraintes (perruques, costumes) et qui contrôle le jeu. Lors des répétitions, déjà mentionnées dans le titre, qui ont lieu au deuxième acte, Tigre tombe amoureux de Lucile. Mais leur amour ne persiste pas, il échoue sous la pression et les intrigues des autres. Le jeu du deuxième niveau ne sert qu’à prétexte pour l’intrigue au premier degré. Sa structure est très complexe car la répétition est toujours interrompue. Anouilh se sert du procédé du théâtre dans le théâtre non seulement pour confondre le spectateur mais aussi pour présenter son idée du theatrum mundi et de la société. Les expressions et métaphores théâtrales, le vocabulaire et le motif de la répétition confronte le spectateur au fait que la réalité quotidienne est illusion. Le procédé sert à miroir trompeur, qui joue sur des ressemblances et qui fait hésiter entre la réalité et la fiction. La fiction se réduit au point de n’être plus qu’un foyer central, autour duquel se joue la pièce extérieure. Cette réduction du jeu à l’intérieur intensifie son impact. Le décor et les costumes, qui sont égaux dans les deux pièces, renforcent le désarroi des niveaux. Seul le lecteur remarque les changements à cause de guillemets. Ces circonstances du jeu nous forcent à mettre l’accent sur le jeu de rôles et de masques. Anouilh réduit l’existence de l’homme à un jeu de rôle. Le rôle que l’homme joue dans la vie est attribué à lui par la société. Les limites des rôles et les contraintes l’empêchent de s’épanouir. L’endossement d’un rôle signifie toujours le changement d’identité. Les rôles d’Anouilh ressemblent aux alter ego. La caractérisation par le biais de rôle décrit mieux que les mots les personnages. La société nous force dans des rôles au travers de conventions, ce qui a pour conséquence que nous réprimons et cachons notre individualité. Pour celui qui voit clair dans ce jeu de masques, il reste seulement deux possibilités : soit endosser le rôle soit refuser de jouer.
Le cadre de fête donne sa forme à la vie et met en évidence la fiction du monde de Tigre. Ses acteurs amateurs ne sont pas assez capables de séparer leur vie de leur rôle, ce qui signifie que les rôles ne sont pas plus que des nuances de la personnalité. Chacun finit par jouer le rôle qui est le sien.
L’auteur ne rend hommage ni au métier en tant que tel ni aux acteurs et à leurs facultés. Il ironise au contraire sur le fait de cacher quelque chose, ici les sentiments, devant les autres en jouant. Tout le monde est au courant de l’amour de Tigre et Lucile, qui n'est rendu possible que dans la pièce intérieure lors de la répétition. Les barrières sociales séparent les deux. La répétition est le symbole pour la fuite de l’homme de la réalité. Le protagoniste d’Anouilh ne peut qu’en jouant donner libre cours à ses sentiments. La vie est lamentable et n’offre pas de place à l’amour. Les semblables exercent une influence sur l’individu qui essaie de franchir les limitations de la société (l’amour de Tigre et de Lucile). Ils le réprimandent comme un correctif.
Nous constatons qu’Anouilh ne critique pas une idéologie ou « forme » de société en tant que telle. Son point de vue plutôt pessimiste met la réalité quotidienne et le jeu de théâtre au même niveau. Selon lui, les deux se ressemblent à cause de leur base commune : l’apparence. Le changement de niveaux dans sa pièce démasque l’artificiel de deux mondes. Chaque rupture est seulement une fuite dans un autre rôle. Ce fait se révèle comme théorie de rôle d’un point de vue sociologue et psychologique.

## Des acteurs amateurs
Les acteurs amateurs de la pièce-cadre rendent possible que la pièce intérieure passe les limites du jeu. Ils ne sont pas assez capables de séparer leur vie de leur rôle et l’illusion du jeu est enfin oubliée. Les protagonistes du drame s’interpellent sous le masque de la comédie, ce qui donne lieu à un dialogue surprenant de virtuosité où le langage de Marivaux s’entremêle en permanence et en style prosaïque des personnages. Comme chez Pirandello, chacun finit par jouer le rôle, qui est le sien dans la vie.
Lucile incarne l’image d’actrice amateur parfaite. Elle est le prototype d’une jeune fille innocente, qui est encore libérée de toutes sortes d’ambitions sociales comme la cupidité ou la complaisance. Lucile défie les limites du jeu très vaguement en regardant Le Prince/Tigre, qui ne joue pas dans cette scène, quand elle parle de lui avec Flaminia. La comtesse remarque cela tout suite et dit à Tigre : « Signalez-lui que le prince n’est pas en scène, Tigre. C’est Hortensia qu’il faut regarder. » Elle a oublié la différence entre illusion et réalité à ce moment-là. Elle ne joue plus son rôle - elle s’adonne à son amour.
Dans un autre passage Héro assimile le texte d’Arlequin avec l’état de Villebosse même. Lucile : « Mais où est Arlequin ? », Hortensia : « Il dîne encore. » Héro (dans son verre, lorgnant Villebosse qui rumine dans son coin) : « Erreur ! Il ne dîne pas, il souffre. Et s’il a l’air de dîner, c’est qu’il remâche sa rancœur. »
Anouilh ne rend ici hommage aux acteurs et leur métier (car ils sont tous des amateurs) ni même au théâtre.

## Le rôle du régisseur
Tigre, le régisseur de la pièce intérieure tire les ficelles.C'est le prototype de l'oisif riche et intelligent. C’est lui qui contrôle le jeu, les costumes et le déroulement. Les acteurs ressemblent seulement aux marionnettes. Lors de la répétition tous les acteurs se soumettent sans questionner son autorité. C’est ainsi, que la Comtesse se dirige vers Tigre pour critiquer le jeu de Lucile. « Signalez-lui que le prince n’est pas en scène, Tigre. C’est Hortensia qu’il faut regarder. »
Le régisseur désapprouve, il loue, il est actif et il crée. Tigre à Hortensia : « Il n’y a pas de mise en scène de génie sans crises de nerfs. L’insulte est monnaie courante, quelques très grands metteurs en scène vont jusqu’à la gifle. » Il devient le porte-voix d’Anouilh même.
C’est lui qui interprète la pièce et qui utilise les autres comme moyen pour arriver à son but. Tigre à Lucile: « Des comparses. De tout petits rôles dans la pièce que nous allons jouer tous les deux. « Cela paraît arrogant ; Tigre se privilégie. Lucile par contre bénéficie d'un traitement de faveur à cause de ses sentiments. Le rôle maître du régisseur de la pièce intérieure s'imbrique dans la pièce-cadre. Tigre est sur le devant de la scène de toute la pièce. Tout ce qui se produit est assimilé à lui - quand il n’apparaît pas sur scène, les autres le font vivre par leurs pensées et leurs dialogues.
Le jeu avec les deux niveaux d’intrigue est non seulement employé, mais aussi décrit par le régisseur. Le Comte décide pour l'occasion de surprendre ses invités au moment du dîner, à glisser de la vie au théâtre sans rupture de ton: « Un personnage se lève de table et en interpelle un autre, ils commencent à parler, on les écoute, on croit qu’ils ont effectivement quelque chose à se dire : leur ton surprend un peu au début, - mais j’aurai eu soin et vous aussi à l’autre bout de la table, (…) stupeur d’abord, on trouve nos domestiques bien mal stylés et puis on reconnaît la pièce. C’est trop tard, elle est commencée. » Tigre se sert de la même procédé qu’Anouilh : l’aide de la manière de parler, il veut empêcher les spectateurs de distinguer les deux niveaux de l’intrigue. La pièce intérieure commence comme la pièce-cadre et nous ne distinguons pas le XVIIIe du XXe siècle. Par le biais du jeu, Tigre rend possible de prononcer son opinion et de camoufler son intention. Anouilh utilise ce vieux motif de cacher l’amour à l’aide de la pièce intérieure. Ce fait est en même temps très ironique parce que tout le monde, à cause de sa conduite, est au courant de l’amour que Tigre éprouve pour Lucile.
Le Comte prend le jeu au sérieux autant qu’un autre son métier. Contrairement à l’indifférence qu’il éprouve quand l’émeraude est perdue ou quand sa femme a un amant, il est pris d’une passion énorme au moment où il s’agit de la fête et de son jeu. Il n’attache pas d’importance aux invités (« Ils sont ineptes, c’est entendu. »). Ils ne sont que le public de sa représentation. La réalité du jeu est pour lui plus précieuse que la véritable réalité. C‘est pourquoi il stylise sa vie comme c’est le cas au théâtre. Tigre : « Le naturel, le vrai, celui du théâtre, est la chose la moins naturelle du monde [...]. N'allez pas croire qu'il suffit de retrouver le ton de la vie. D'abord dans la vie le texte est toujours si mauvais ! Nous vivons dans un monde qui a complètement perdu l'usage du point-virgule, nous parlons, tous par phrases inachevées, avec trois petits points sous-entendus, parce que nous ne trouvons jamais le mot juste. Et puis le naturel de la conversation, que les comédiens prétendent retrouver : ces balbutiements, ces hoquets, ces hésitations, ces bavures, ce n'est vraiment pas la peine de réunir cinq ou six cents personnes dans une salle et de leur demander de l'argent pour leur en donner le spectacle. Ils adorent cela, je le sais, ils s'y reconnaissent. Il n'empêche qu'il faut écrire et jouer la comédie mieux qu'eux. C'est joli la vie, mais cela n'a pas de forme. L'art a pour objet de lui en donner une précisément et de faire, par tous les artifices possibles - plus vrai que le vrai. » [...] Mais la construction ironique d’Anouilh rend cela nettement vrai : l’amour de Lucile et de Tigre correspond seul pendant la répétition à la forme idéale.

## Fonction du procédé du théâtre dans le théâtre
Anouilh ne tente pas d’exposer la réalité sur scène, mais de présenter une situation de théâtre. C’est la raison pour laquelle il utilise surtout des actions et des motifs de l’environnement théâtral. Le jeu de rôle éloigne la réalité de la scène de la vraie réalité. La formule de la pièce dans la pièce fournit l’occasion idéale au dramaturge de mener son enquête, centrée sur la théâtralité. Les deux fonctions principales sont de confondre et de tromper le spectateur. Le procédé est en plus un élément indispensable de la progression de l’intrigue de l’action principale.
Tout l'art d'Anouilh est de relier l'histoire de Marivaux à l'histoire vécue par ses personnages, mais non sans en faire porter l'initiative par ses personnages eux-mêmes. La typification se fait par des mots. Le théâtre dans le théâtre, parant la réalité de l’illusion, agit comme un révélateur sur les personnages mis en scène. Les rôles joués possèdent également une utilité pratique car ils préparent l’assomption de rôles réels ou améliorent les conduites interactionnelles du rôle. Le rôle social dans la vie réelle correspond au rôle du comédien dans la fiction dramatique.
La fiction se réduit au point de n’être plus qu’un foyer central, autour duquel se joue la pièce extérieure. Cette réduction du jeu à l’intérieur intensifie son impact.
Anouilh se demande quel acteur se trouve dans l’homme. Il continue l’idée du theatrum mundi. La vie n’est qu’une pièce de théâtre dans laquelle tous les hommes sont des acteurs. Ce qui se montre par exemple quand Héro dit : « Il faut que je dégoute un peu. C’est dans mon rôle. Pas celui de la pièce de Marivaux, mais dans l’autre - celle que je joue vraiment »(p. 398), ou au moment où Tigre déclare: « ( …) qui est le monde ? […] Des comparses. De tout petits rôles dans la pièce que nous allons jouer tous les deux» (p. 407).
L’auteur célèbre n’hésite pas à pasticher Marivaux, il lui rend hommage, il utilise tous les registres et toutes les ficelles du vieux théâtre: salon, costumes Louis XV, langue classique rien n’indique dans les premiers répliques que la pièce se déroule au XXe siècle. 

## Théâtre Marigny,1950
- Mise en scène : Jean-Louis Barrault
- Personnages et interprètes :
  - Le comte : Jean-Louis Barrault ;
  - La comtesse : Madeleine Renaud ;
  - Héro : Jean Servais ;
  - Lucile : Simone Valère ;
  - Damiens : Pierre Bertin ;
  - Hortensia : Elina Labourdette ;
  - Villebosse : Bernard Dhéran.

Cette mise en scène a heureusement été enregistrée pour la télévision en 1958 avec Jean-Louis Barrault, Madeleine Renaud, Jean Desailly (Héro), Simone Valère, Pierre Bertin, Elina Labourdette, Gabriel Cattand (Villebosse). La réalisation est signée Jean-Paul Carrère.

## Théâtre Édouard VII,1986
- Mise en scène : Bernard Murat
- Décors : Jean-Denis Malclès
- Costumes : Yvonne Sassinot de Nesle
- Lumières : Geneviève Soubirou
- Personnages et interprètes :
  - Le comte : Bernard Giraudeau ;
  - La comtesse : Anny Duperey ;
  - Héro : Pierre Arditi ;
  - Lucile : Emmanuelle Béart ;
  - Damiens : Claude Evrard ;
  - Hortensia : Béatrice Agenin ;
  - Villebosse : Bernard Crombé.

Cette mise en scène a été enregistrée au Théâtre Édouard VII pour TF1, Nicole Jamet reprenant le rôle d'Hortensia. La réalisation est signée Yannick Andréi.